# Le Puech
Le Puech (okzitanisch: Lo Puòg) ist ein Ort und eine südfranzösische Gemeinde mit 260 Einwohnern (Stand: 1. Januar 2022) im Département Hérault in der Region Okzitanien (vor 2016: Languedoc-Roussillon). Die Gemeinde gehört zum Arrondissement Lodève und zum Kanton Lodève. Die Einwohner werden Puéchois genannt.

## Lage
Le Puech liegt etwa 45 Kilometer westnordwestlich von Montpellier im Weinbaugebiet Clairette du Languedoc. Umgeben wird Le Puech von den Nachbargemeinden Lodève im Norden, Le Bosc im Osten, Celles im Süden und Südosten, Octon im Süden und Südwesten, Lavalette im Westen sowie Olmet-et-Villecun im Nordwesten.

## Bevölkerungsentwicklung
| Jahr                       | 1962 | 1968 | 1975 | 1982 | 1990 | 1999 | 2006 | 2017 |
| Einwohner                  | 165  | 142  | 113  | 129  | 135  | 189  | 217  | 242  |
| Quellen: Cassini und INSEE |      |      |      |      |      |      |      |      |

## Sehenswürdigkeiten

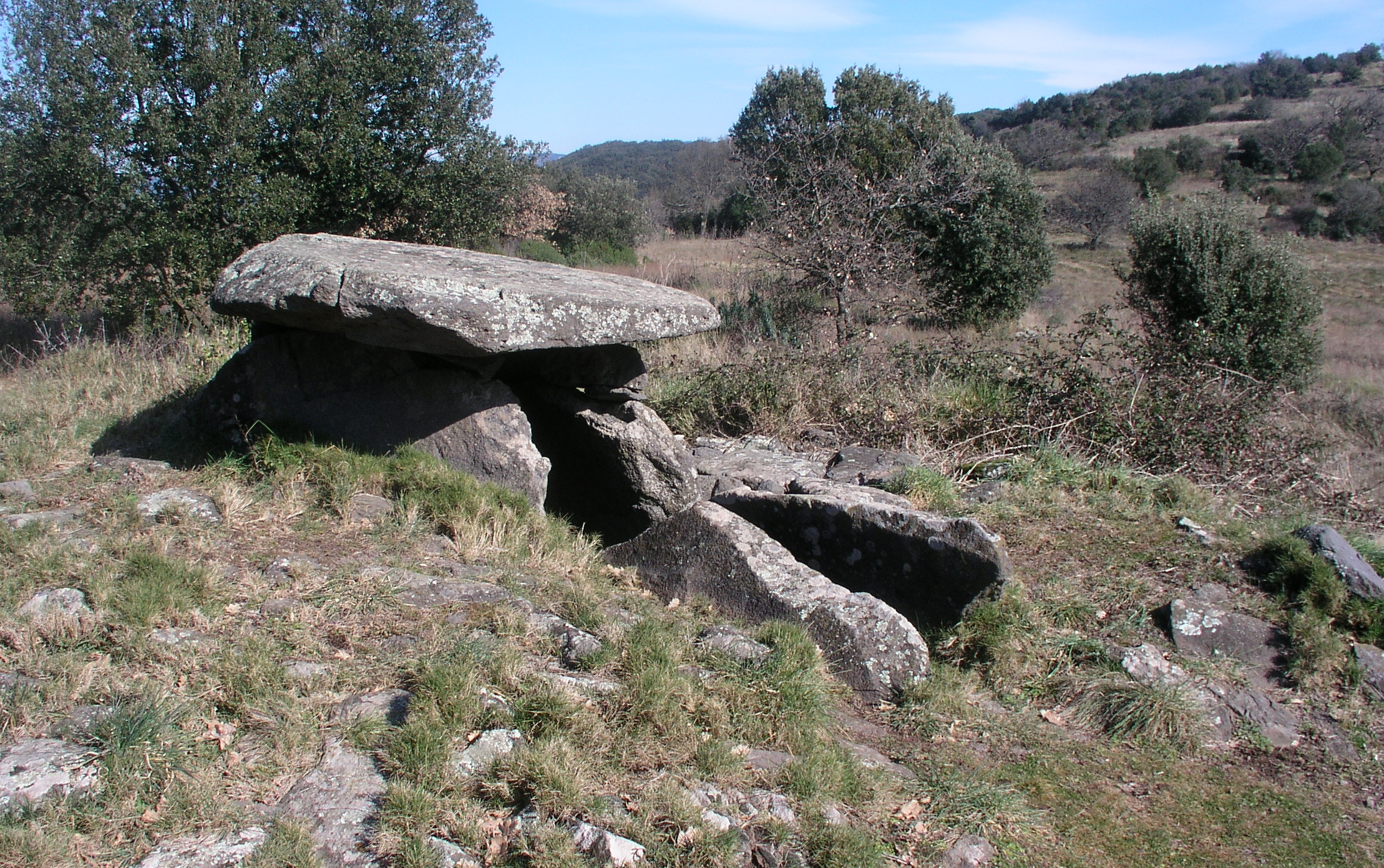
Dolmen de la Fourille in Le Puech

- Wegkreuz, Monument historique
- Dolmen de la Fourille